# Jacob van Maerlantgebouw
Het Jacob van Maerlantgebouw, eerder ook Kam-gebouw genoemd, is een kantoorgebouw in de Belgische stad Brugge. Het gebouw staat aan de Koning Albert I-laan 1.2, direct naast het station Brugge aan de zuidwestzijde aan de secundaire toegang. Aan de andere kant van het station ligt de hoofdingang van het station en het Stationsplein.
Het gebouw is vernoemd naar de schrijver Jacob van Maerlant.
Het gebouw bestaat uit drie delen, waarvan de noordvleugel en middenvleugel gebruikt worden als een Vlaams administratief centrum (VAC) van de Vlaamse overheid. De zuidvleugel wordt gebruikt als federaal administratief centrum.

## Geschiedenis
Eind 1999 besliste de Vlaamse Regering dat er in iedere provinciehoofdstad een Vlaams administratief centrum zou komen.
Op 22 oktober 2010 werd tijdens de opendeurdag bekend gemaakt dat het gebouw vernoemd ging worden naar Jacob van Maerlant, de Dietse schrijver uit het Brugse Vrije, conform de traditie administratieve zetels te vernoemen naar verdienstelijke artistieke Vlamingen uit die provincie.
Eind 2011 trokken de ambtenaren in het gebouw.
Op 16 april 2012 werd het gebouw officieel ingehuldigd door Vlaams minister van Bestuurszaken Geert Bourgeois. Het gebouw biedt met 25.000 vierkante meter ruimte aan zo'n 800 ambtenaren van 24 verschillende Vlaamse overheidsdiensten. Het gebouw is het vierde Vlaams administratief centrum dat in gebruik genomen is, na Hasselt, Antwerpen en Leuven.
Brussel: Hendrik Consciencegebouw · Herman Teirlinckgebouw · Graaf de Ferrarisgebouw · Marie-Elisabeth Belpairegebouw
Voormalig: Arenberggebouw · Boudewijngebouw · Ellipsgebouw · Phoenixgebouw
Provinciehoofdsteden: Anna Bijnsgebouw (Antwerpen) · Jacob van Maerlantgebouw (Brugge) · Virginie Lovelinggebouw (Gent) · Hendrik van Veldekegebouw (Hasselt) · Dirk Boutsgebouw (Leuven)
Vlaamse Regering: Errerahuis · Martelaarsplein
Vlaams Parlement: Vlaams Parlementsgebouw · Huis van de Vlaamse Volksvertegenwoordigers